# Montúfar (Trolebús de Quito)
Plaza Marín es la vigésimo tercera parada del Corredor Trolebús, en el centro de la ciudad de Quito. Su andén principal (sentido sur-norte) se encuentra ubicado sobre la calle Mejía, intersección con Flores, en la parroquia Centro histórico; reaperturada provisional en el 2015, permaneció operativa como andén provisional hasta enero de 2019, donde fue intervenida hasta el 2 de septiembre de 2019, permaneciendo cerrada durante ese lapso de tiempo, siendo la última parada de las 44 paradas intervenidas para darles un nuevo aspecto modernista con techo verde, amplias, pisos podotáctiles y una estructura completamente cubierta de vidrio templado
Fue construida durante la administración del alcalde Jamil Mahuad Witt, quien la inauguró en el 17 de diciembre de 1995 dentro del marco de la primera etapa operativa del sistema, que funcionaba entre El Recreo y este punto. Luego de haber sido cerrada en 2003, fue reinaugurada en julio de 2015 con una estructura provisional en el mismo lugar, debido al cierre definitivo de la parada sur-norte del Teatro Sucre para la construcción de un bulevar peatonal.
El icono representativo en un inicio del andén es la figura de un antiguo redondel que se ubicaba en el sector, el actual ícono de la parada, es la representativa pileta ubicada en la misma plaza donde se levanta el andén.Toma su nombre del sector aledaño de La Marín, ubicada frente al Centro Comercial Montúfar en la Plaza Carlos Andrade Marín, teniendo cerca a la Estación multimodal Plaza Marín que integra con los sistemas de transporte Ecovía, Corredor Sur Oriental y Corredor Central Norte.